# Aratinga nana
O periquito-da-jamaica (Aratinga nana) é uma espécie de ave da família Psittacidae.
Pode ser encontrada nos seguintes países: Costa Rica, Porto Rico, Guatemala, Honduras, Jamaica, México e Nicarágua.
Os seus habitats naturais são: florestas subtropicais ou tropicais úmidas de baixa altitude e florestas secundárias altamente degradadas.

## Descrição
Mede de 20 a 26 cm de comprimento. É de cor verde, com o peito verde-oliva e as pontas das asas azuis; possui um anel periocular (ao redor dos olhos) sem plumas, de cor esbranquiçada. O bico é da cor de osso e cinza, e as patas têm um tom cinza rosado. Possui uma grande cauda. Pesa em torno de 76 g. Não apresenta dimorfismo sexual. Sua esperança de vida supera os 15 anos.

## Comportamento
Faz seu ninho em cupinzeiros e põe de 3 a 6 ovos. Alimenta-se de sementes, frutos, folhas e flores. Pode ser observado comendo nas árvores, em milharais e outros cultivos, ou sobrevoando em bandos de 20 exemplares ou aos pares.